# تروریسم در سودان
تروریسم در سودان (انگلیسی: Terrorism in Sudan) از زمان شروع جنگ‌های اخیر شروع شده‌است. دولت سودان در مقابل تروریسم در کشور در حال جنگ است. سودان در فرونشاندن تروریسم در داخل مرزهای خود پیشرفت زیادی داشته‌است. رابطه سودان با تروریست‌ها یک رابطه جدید نیست و سودان از اوت سال ۱۹۹۳ در لیست تروریستی ایالات متحده آمریکا می‌باشد. کشور سودان از سال ۱۹۹۶ در تحریم دیپلماتیک سازمان ملل قرار دارد.

## موقعیت سودان
سودان یک موقعیت استراتژیک برای صدور انقلاب دارد زیرا با کشورهای مصر، لیبی و ۶ کشور آفریقایی شامل اتیوپی هم‌مرز است که دارای جمعیت قابل توجه مسلمان می‌باشند.
تروریسم در سودان از سال‌های ۱۹۹۰ زمانی که اسامه بن لادن و پیروانش وارد این کشور شدند معرفی شد. تروریسم در این کشور یک پایگاه آموزشی زیربنایی و یک شبکه تجارت سرمایه‌گذاری نیز راه اندازی کرد.

## گروه‌های تروریستی در سودان
ارتش آزاد خلق سودان (SPLA) از طرف دیدبان آفریقا متهم به استفاده از متدهای تروریستی در جنگ برای استقلال هستند. در سال ۲۰۰۱، SPLA دست به حمله به هدف‌های نفتی شهری زد که تعداد زیادی از شهروندان و کارگران مددکار کشته شدند، همچنین اقدام به فروش موشک به شهروندان کرد.

## اردوگاه‌های آموزشی
بسیاری از گروه‌های تروریستی دارای کمپ‌های آموزشی در داخل کشور هستند. سودان سومین کشور وسیع در آفریقا (بعد از جدا شدن سودان جنوبی در سال ۲۰۱۱) می‌باشد و محلی است که به‌طور معمول مراکز آموزشی گروه‌های تروریستی را می‌توان مخفی کرد. محل‌های مشخصی وجود دارند که برای آموزش گروه‌های خاص و مردم کشورهای مشخص شناخته می‌شود. کمپ الموآکیل در نزدیکی شندی کمپ آموزشی الجزیره ای‌ها و تونسی‌ها بود. در مه سال ۱۹۹۰ حدود ۶۰ عرب از کشورهای شمال آفریقا، فرانسه و بلژیک در ناحیه شامبات در خرطوم شروع به فراگرفتن آموزش کردند. در منطقه الخلیفیه در شمال خرطوم محل آموزش ارتش رهایی اسلامی الجزیره ای‌ها و گروه اسلامی مسلح بود. در آخیل الاوالیه در سواحل رودخانه نیل آبی در جنوب خرطوم بیش از ۵۰۰ فلسطینی و اردنی آموزش می‌دیدند.